# Ascensore Shabbat

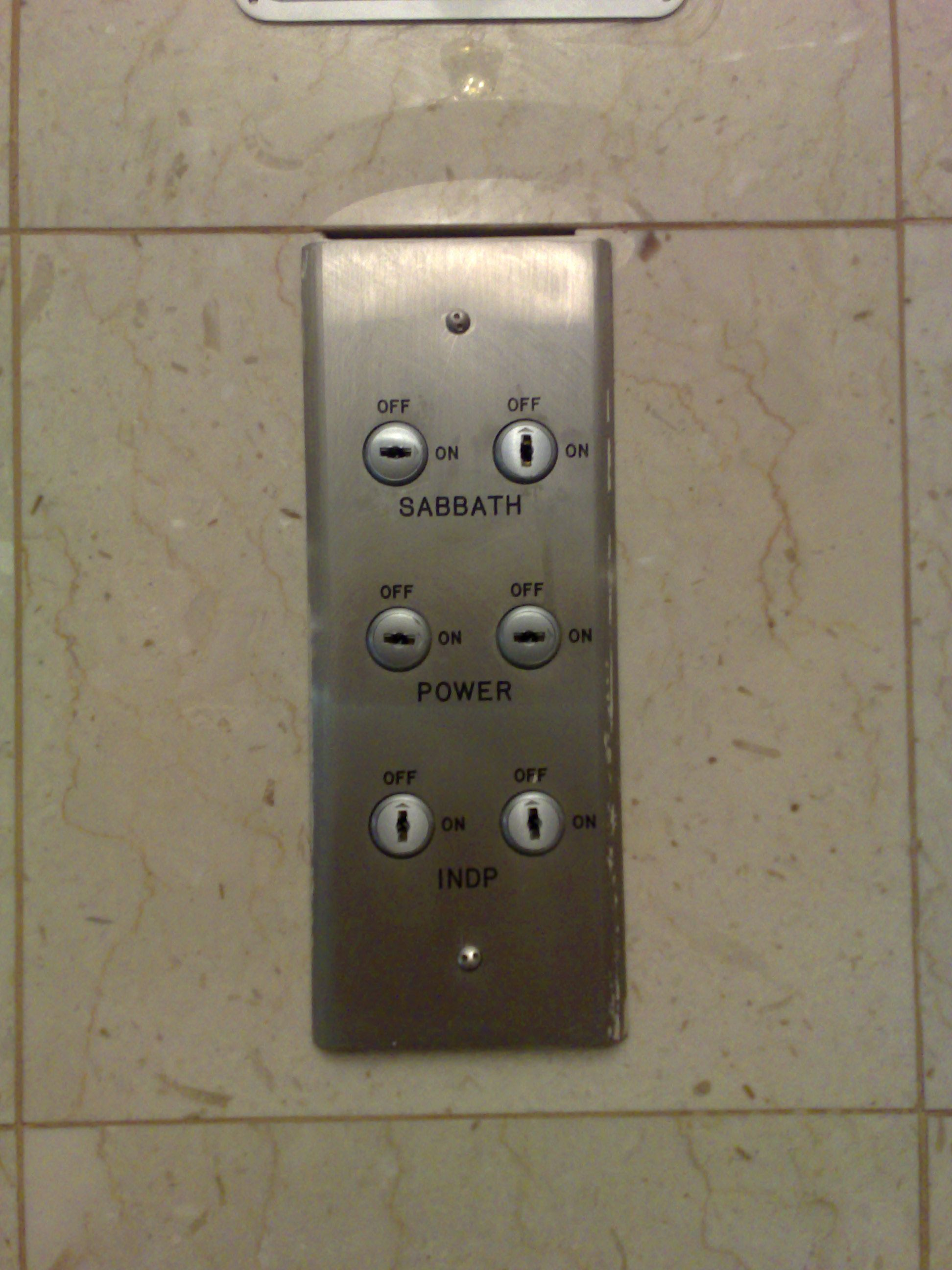
Pannello di controllo di un ascensore con possibilità di attivare la modalità Shabbat.

Un ascensore Shabbat (o ascensore Shabbos) è un ascensore che funziona operando automaticamente in modo da soddisfare la legge ebraica che impone agli ebrei di astenersi dall'azionare interruttori elettrici durante lo Shabbat.
La legge ebraica vieta a coloro che la osservano di intraprendere varie forme di "lavoro" di sabato; tali divieti includono anche quello di non creare scintille o fuochi. Tale divieto è interpretato anche come divieto di agire sul funzionamento delle apparecchiature elettriche, tra cui appunto gli ascensori.
Gli ascensori Shabbat si trovano all'interno di hotel, negli ospedali e in altre istituzioni sanitarie, nei condomini e talvolta nelle sinagoghe.

## Storia
Nel 2001 la Knesset israeliana ha approvato una legge speciale sugli ascensori per lo Shabbat, ordinando che in tutti gli edifici residenziali e edifici pubblici dotati di più di un ascensore sia installato almeno un ascensore Shabbat.
Nel 2009 alcuni rabbini charedì, guidati dal rabbino Yosef Shalom Elyashiv, hanno pubblicato un'ingiunzione religiosa che vietava l'uso degli ascensori Shabbat.

## Descrizione e funzionamento
Gli ascensori Shabbat sono contrassegnati con un cartello che indica che è appositamente progettato per l'osservanza dello Shabbat.
Esistono diversi modi in cui può funzionare in automatico un ascensore Shabbat, che escludono l'intervento umano: fermandosi a ogni piano, fermandosi a piani alterni o salendo all'ultimo piano e fermandosi mentre scende.
Nella modalità Shabbat, l'ascensore si ferma dunque automaticamente ad ogni piano, consentendo alle persone di entrare e uscire senza dover premere alcun pulsante. Diversamente la legge ebraica vieterebbe agli osservatori dello Shabbat di utilizzare un ascensore durante lo Shabbat nel modo consueto, perché premendo il pulsante per azionare l'ascensore si chiude un circuito elettrico, che è una delle attività vietate durante lo Shabbat, e ciò in alcuni ascensori può anche portare indirettamente alla "scrittura" del nuovo numero del piano sul display, e anche la scrittura è un'attività vietata durante lo Shabbat.

## Alternative agli ascensori Shabbat
Secondo un'interpretazione della legge ebraica, un non ebreo, noto come "Shabbos goy", non può essere impiegato per premere i pulsanti e tenere la porta dell'ascensore aperta per il transito degli ebrei negli edifici che non dispongono di ascensori Shabbat, a meno che l'ebreo non abbia grandi difficoltà a usare le scale.
Secondo tale interpretazione, non ci si aspetta infatti che un non ebreo osservi lo Shabbat come un ebreo, e si ritiene che un ebreo possa trarre vantaggio dal lavoro svolto da un non ebreo solo se il non ebreo svolga questo lavoro per il proprio bene e di sua spontanea volontà.
Un caso limite è quando un ebreo lascia intendere a un non ebreo che vorrebbe che svolgesse un determinato servizio senza chiederlo esplicitamente. Questi casi limite non sono considerati legittimi da molti rabbini ortodossi.